# Marynowe
Marynowe (ukr. Маринове) – wieś na Ukrainie, w obwodzie odeskim, w rejonie berezowskim, w hromadzie Rauchiwka. W 2001 liczyła 991 mieszkańców, spośród których 939 wskazało jako ojczysty język ukraiński, 26 rosyjski, 2 mołdawski, 2 bułgarski, 2 białoruski, 12 ormiański, a 8 gagauski.